# Palazzo Betturri
Palazzo Betturri è un edificio storico situato a Configno, frazione di Amatrice, in provincia di Rieti nel Lazio. Secondo la tradizione, all'interno dell'edificio fu inventata la ricetta degli spaghetti all'amatriciana.

## Storia

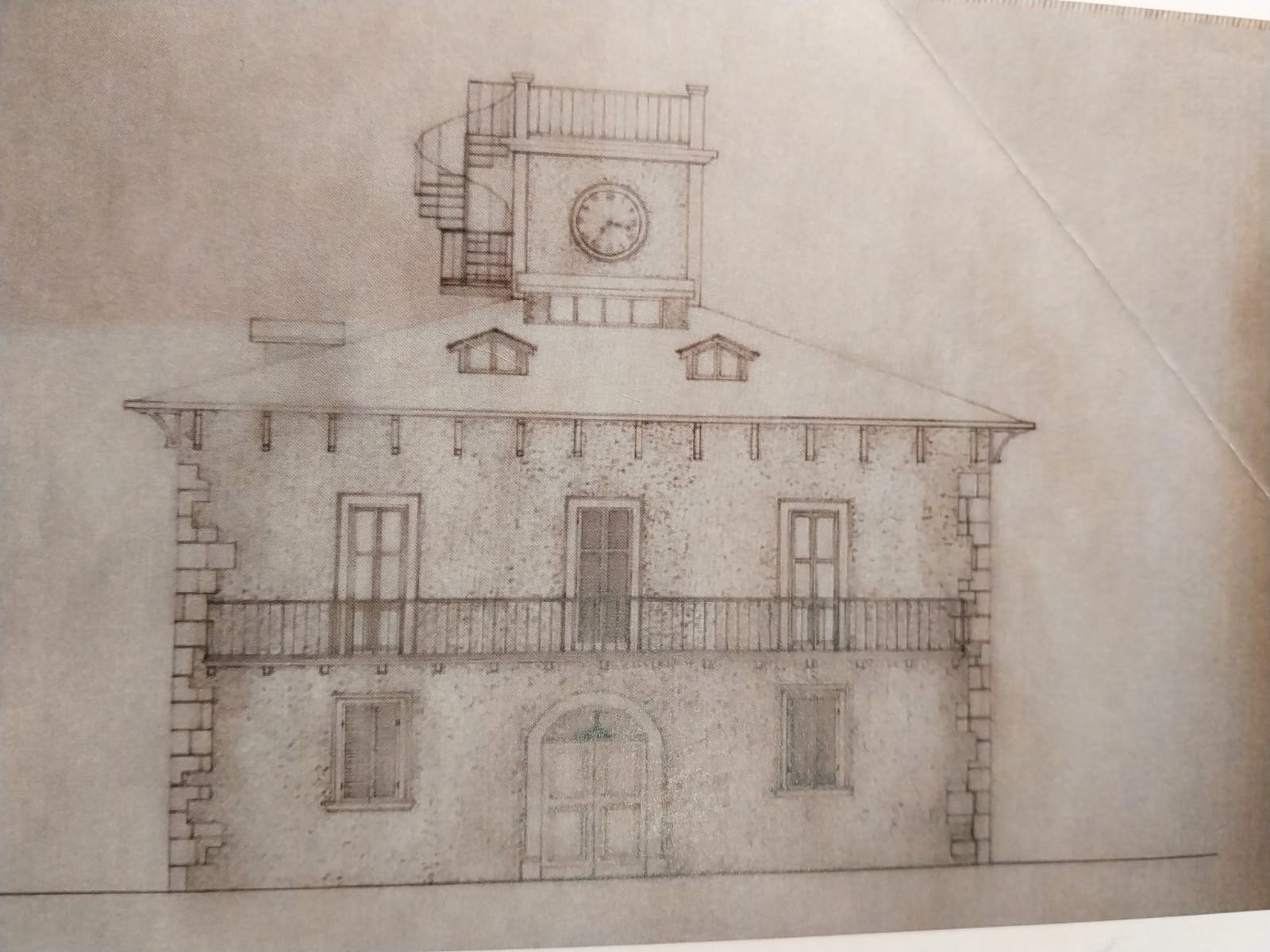
Il disegno del progetto

L'inizio della costruzione è datata 1879 e fatta eseguire da Antonio Betturri fu Domenico detto Saraghella, di professione imprenditore di legnami, vino e olio che fece disporre un progetto ispirato al Palazzotto di Don Rodrigo descritto da Alessandro Manzoni nei Promessi Sposi.
Si tratta di un edificio squadrato, caratterizzato da impianto simmetrico e sormontato da una torre di avvistamento, disposto su tre livelli di piano ad uso residenza, con tipologia distaccata con giardino e stile architettonico di tipo casino per casa di campagna o residenza di campagna. Il palazzo è stato dichiarato di interesse culturale. Tutto il mobilio d'epoca è dettagliatamente descritto in un accurato inventario conservato presso l'Archivio di Stato dell'Aquila e tale elenco riveste un particolare interesse perché descrive con particolare attenzione non solo il mobilio, ma anche impianti idrici e di illuminazione dell'epoca, arnesi, armi, carrozze ma anche tutti quegli oggetti domestici e tutte le vettovaglie di un palazzo di villeggiatura di fine '800. 
Il 27 maggio 1944 l'edificio fu requisito da un reparto motorizzato della Wehrmacht della X armata comandata dal generale Heinrich Von Vietinghott e tuttora, sulla parte del piano secondo del palazzo, sono conservate le originali scritte nazionalsocialiste. 
Si racconta che all'interno del palazzo nacque la ricetta degli spaghetti all'amatriciana. Una targa marmorea, collocata nell'attiguo Museo di Configno, recita "All'interno di questi fabbricati nacquero gli spaghetti all'amatriciana. Nell'estate del 1882, in occasione della festa patronale del paese, Antonio Betturri mercante, avendo ospiti presso la sua nuova casa i parroci di Configno, Nommisci e Pinaco, don Angelo Crisciotti, don Giovanni Di Carlo e Don Giuseppe Minozzi, versò il contenuto dei suoi barattoli di pomodoro che importava dal Salento nella padella della Gricia, così magicamente nasceva la pasta all'amatriciana".
Al momento il palazzo è inagibile a causa dei danni provocati dal sisma di Amatrice del 24 agosto 2016.

## Descrizione

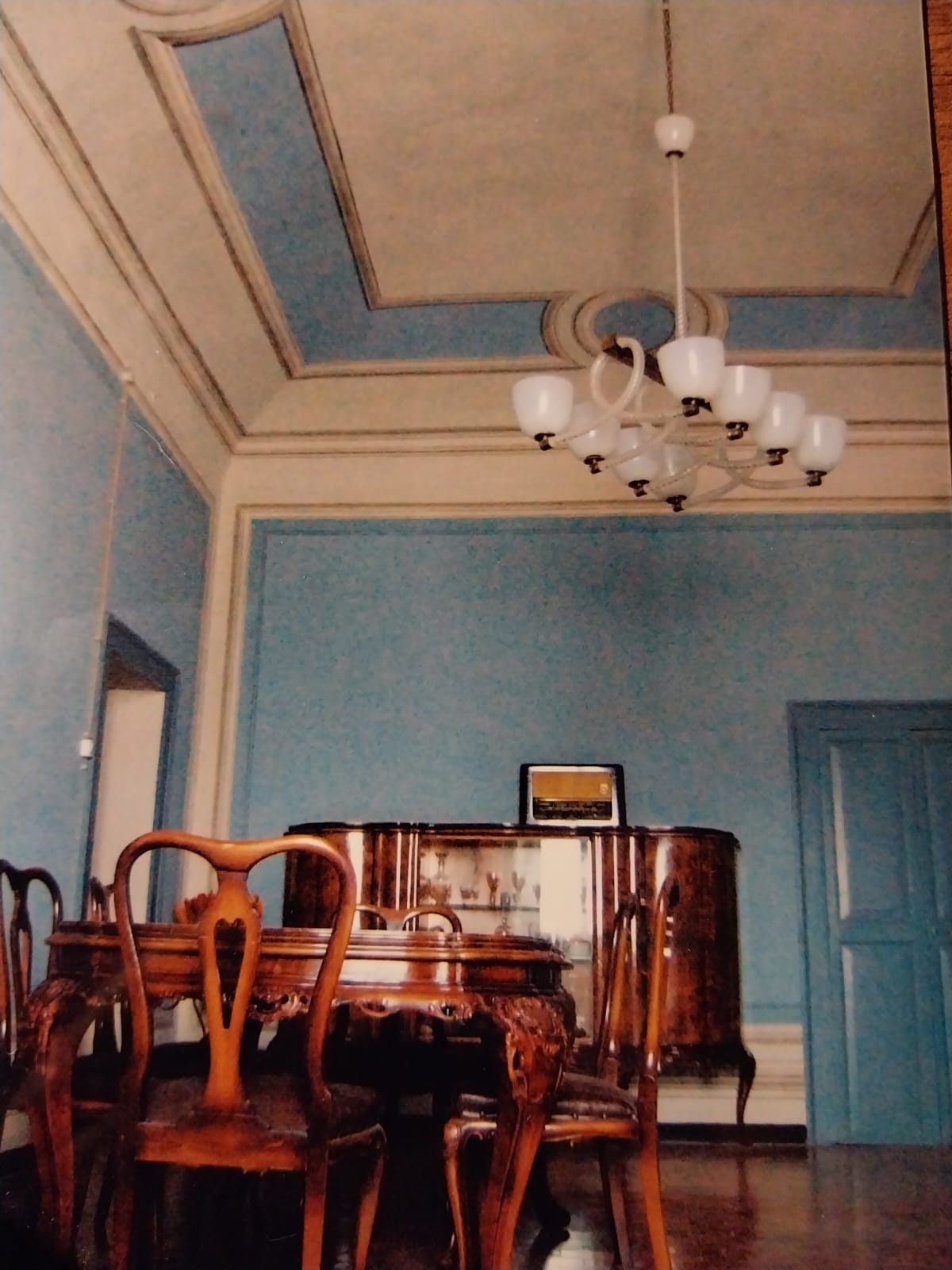
Una delle sale di Palazzo Betturri

La sua costruzione risale al 1879, come recita una lapide posta all'esterno del muro perimetrale del parco, è ove è dimorante un maestoso platano secolare detto "dell'Altalena", proveniente dai Lungotevere di Roma e trapiantato dal fondatore negli anni '70 del 1800. Per l'edificazione furono utilizzati i resti dell'Eremo di Santo Stefano e questo è di notevole interesse perché, oltre a dotare il fabbricato di un importante valore intrinseco e simbolico, fornisce informazioni relativamente ad un antico edificio di culto oggi scomparso.  
Un elemento tra tanti che può indurre a confermare il riuso di elementi architettonici artistici provenienti dall'Eremo di Santo Stefano è un timpano scolpito con una croce utilizzato per la costruzione dell'edificio. Il palazzetto è di forma quadrata con 15 metri per lato e oltre alle mura perimetrali sono presenti doppie mura maestre interne a croce atte a sorreggere, al centro, una torre di avvistamento.  
Alla fine degli anni '70 del 1800, lo Stato Italiano aveva già sopito il fenomeno del brigantaggio tuttavia questo successo non era ancora percepito appieno dalle popolazioni centromeridionali. Inoltre, a difesa dell'edificio, venne eretto un muro di cinta perimetrale in pietrame di altezza minima di metri 3 e massima di metri 5. Il lato nord, verso l'abitato di Configno, che risultava non ben visibile dalla torretta, venne munito di due nicchie con feritoie per fucili e due finestrelle di avvistamento. Gli interni sono contraddistinti da notevoli elementi architettonici quali volte a botte, archi a una volta a crociera. La cucina presenta elementi di rilievo come il camino datato 1881 e fornelli originali in ceramica. Le sale sono finemente affrescate.